# Карл Шуріхт
Карл Адольф Шу́ріхт (нім. Carl Adolph Schuricht; 3 липня 1880, Данциг — 7 січня 1967, Веве, Швейцарія) — німецький симфонічний диригент. Його основні досягнення пов'язані з виконанням творів Бетовена, Моцарта, Брукнера та Малера.

## Біографія
Карл Шуріхт народився в сім'ї органного майстра (його батько загинув ще до його народження) та польської співачки. З шести років навчався грі на фортеп'яно та скрипці; з одинадцяти років пробував свої сили у композиції. Навчався у Вищій музичній школі в Берліні (серед його вчителів був Енгельберт Гумпердінк) і пізніше в Лейпцигу у Макса Регера. У 1901—1902 роках розпочав кар'єру як корепетитор у Майнцькому міському театрі. У 1907—1908 роках. був капельмейстером у Цвікау.
У 1912—1944 роках Шуріхт був диригентом і (з 1923) генеральмузикдиректором Вісбадена (1953 йому було присвоєно звання почесного громадянина міста). Тоді він приділяв велику увагу музиці Густава Малера. 1914 року вперше виступив у Лондоні. 1933 став директором Берлінського філармонічного хору, 1934 року вперше диригував Віденським філармонічним оркестром. У 1943—1944 роках співпрацював із Дрезденським філармонічним оркестром. 1956 року Карл Шуріхт разом із Андре Клюітансом керував першими американськими гастролями Віденського філармонічного оркестру. Брав участь у Зальцбурзькому фестивалі, співпрацював із Лондонським симфонічним оркестром. 1958 за особливі заслуги в пропаганді творчості Густава Малера серед перших диригентів був нагороджений Золотою медаллю Міжнародного товариства Густава Малера.